# Месап (цар на Сикион)
Месап (на старогръцки: Μέσσαπος, Messapos) в гръцката митология е цар на Сикион през 18 век пр.н.е. след Левкип и е последван от Перат.
Според Евсевий Кесарийски той управлява 47 години. По неговото време в Египет управлявал Йосиф.